# Makttriangel

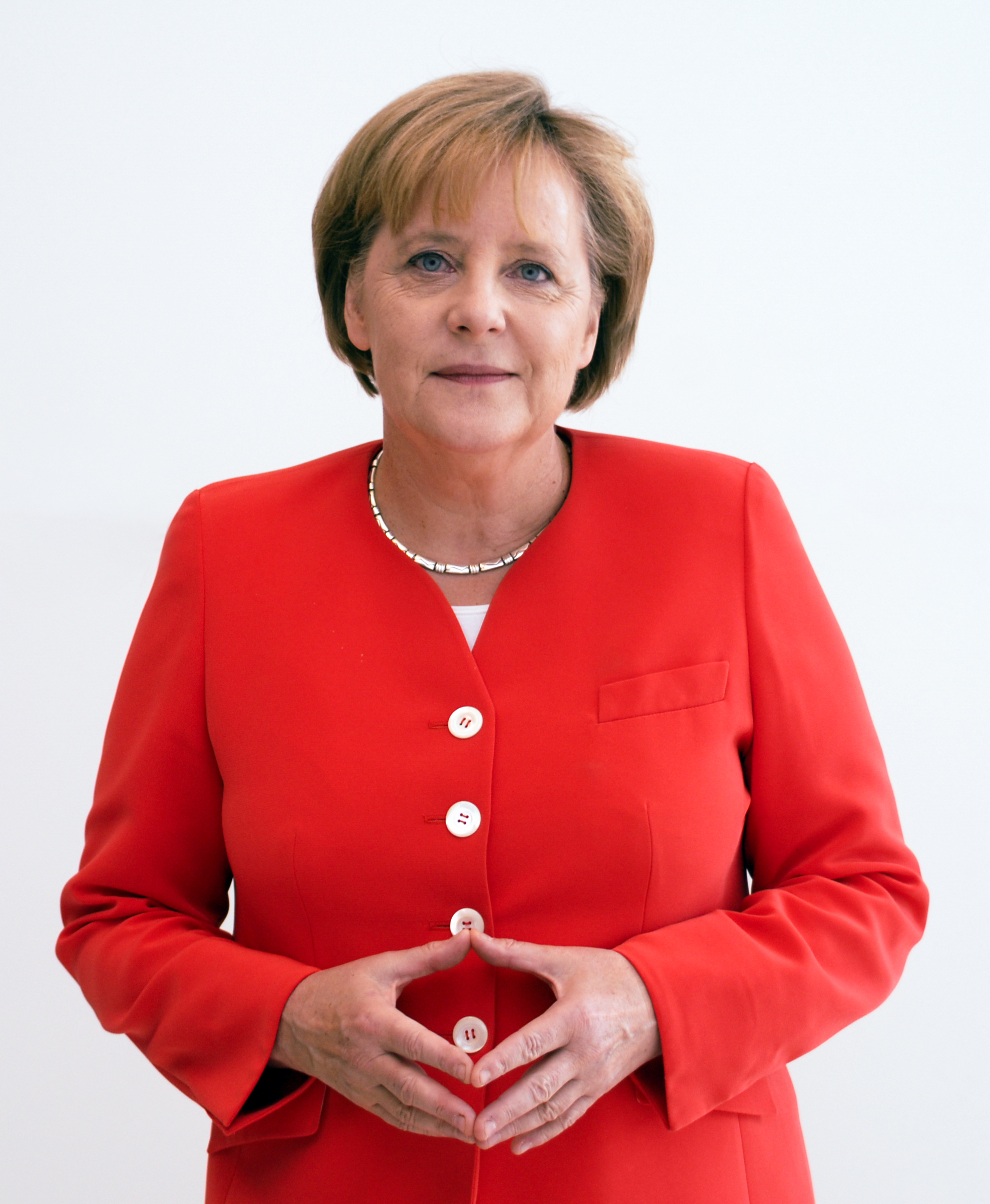
Tysklands förbundskansler 2005–2021, Angela Merkel, uppmärksammades ibland för att utföra gesten makttriangel.

Makttriangel är en gest som utförs genom att man med öppna handflator vända mot varandra och kroppen, med fingrarna bort från kroppen eller nedåt, tumme mot tumme och pekfinger mot pekfinger och som i det inneslutna området formar en triangel eller diamant.